# А вот и гости!
«А вот и гости!» (англ. The Young Visiters, 2003) — телефильм режиссёра Дэвида Йейтса, вышедший на экраны в 2003 году. Экранизация одноимённого романа 9-летней Дейзи Эшфорд.

## Сюжет
Альфред Салтина, 42 лет, влюбился в молодую Этель Монтик. Он, как ему кажется, должен произвести на неё впечатление, а в Великобритании это проще всего сделать, если продемонстрировать свои связи с аристократией. Но у Альфреда только один знакомый лорд, возможно поездка к нему и явится панацеей от всех проблем.

## В ролях
- Джим Бродбент — Альфред Салтина
- Хью Лори — лорд Бернар Кларк
- Линдси Маршал — Этель Монтик
- Билл Найи — граф Клинхэм
- Джеффри Палмер — Миннит
- Саймон Расселл Бил — принц Уэльский
- Адам Годли — Прокурио
- Софи Томпсон — Бесси Топп
- Салли Хокинс — Розалинд

## Награды и номинации
В 2004 году фильм получил премию BAFTA TV Award за лучшую оригинальную музыку для телевидения (Николас Хупер) и был номинирован в категории «лучший актёр» (Джим Бродбент). Лента была также номинирована на премию Королевского телевизионного общества в категориях «лучшая работа художника — драма» (Малкольм Торнтон) и «лучший монтаж — драма» (Марк Дэй).